# Brucoli
Brucoli ist eine Fraktion von Augusta im italienischen Freien Gemeindekonsortium Syrakus auf Sizilien.
Der Ort liegt an der Ostküste Siziliens und erstreckt sich auf einer Höhe von 0 bis 11 m s.l.m. über eine Fläche von etwa 0,65 Hektar. Er liegt etwa 6 Kilometer vom Stadtzentrum Augustas entfernt um eine kleine, felsige Halbinsel.
Aus dem ehemaligen Fischerdorf entwickelte sich ein Seebad und Schnorchelrevier für Touristen. Sehenswert ist eine aus dem 15. Jahrhundert stammende Festung, die dem Schutz vor Piraten diente.

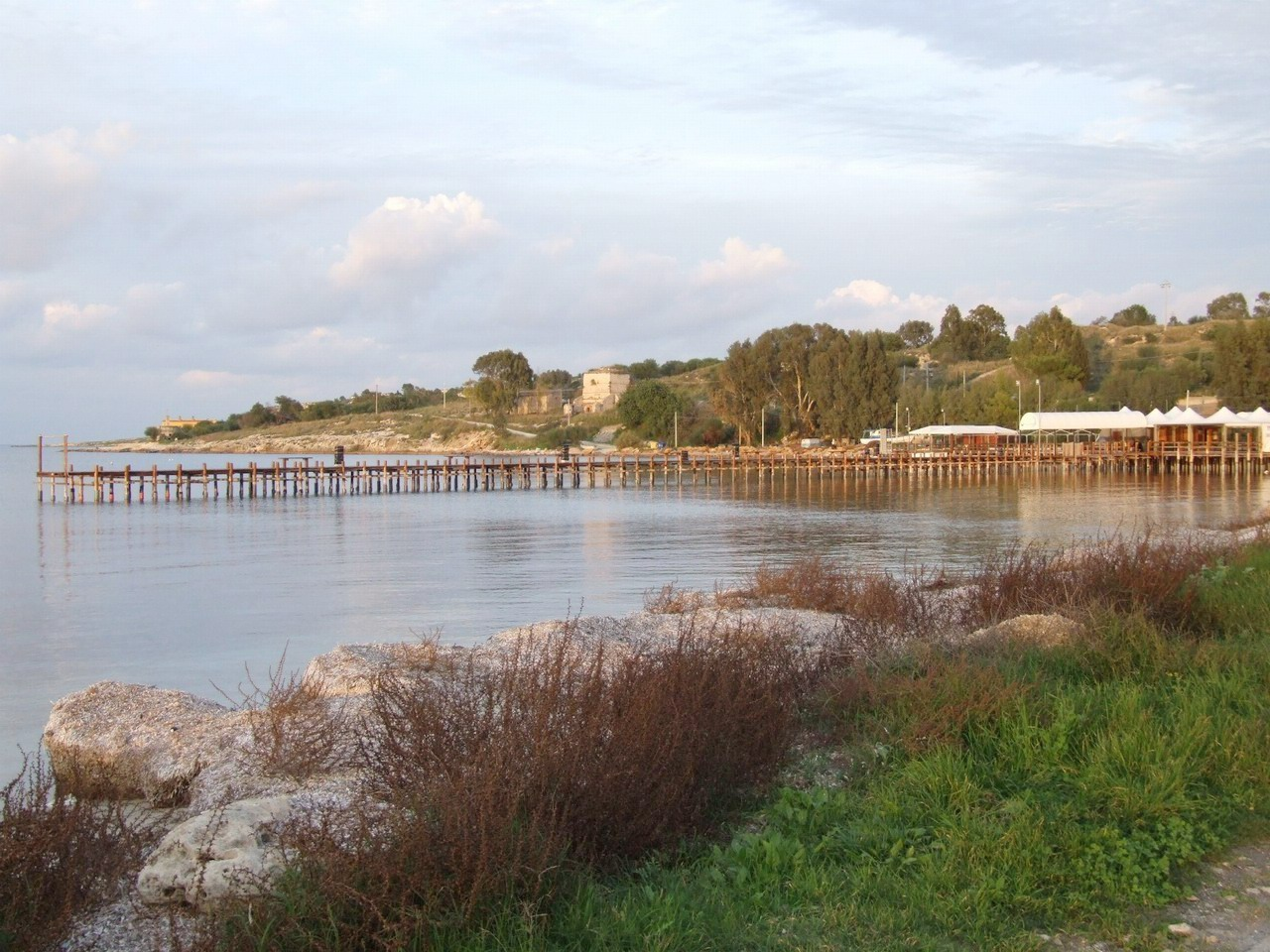
Bootssteg bei Brucoli